# Hey (Album)
Hey ist das zweite Studioalbum des deutschen Popsängers Andreas Bourani.

## Entstehung und Artwork
Alle Stücke des Albums wurden zusammen von Andreas Bourani und Julius Hartog, in Kooperation mit weiteren oft wechselnden Autoren, verfasst. Die Autorin Jasmin Shakeri und Tom Olbrich wirkten an vier bzw. drei Stücken und somit den meisten Liedern des Albums mit, weiter wirkten Autoren an einzelnen Stücken mit. Peter Seifert war an neun – und somit den meisten – Titeln als Produzent tätig, drei Produktionen stammen von Philipp Steinke. Das Stück Refugium wurde von Andreas Bourani und Julius Hartog produziert, an allen weiteren Liedern wirkten beide als Co-Produzenten mit. Weiter treten vereinzelt Andreas Herbig, Alexander Freund und Tom Olbrich als Co-Produzenten auf. Gemastert wurde das Album im Kirchundemer Blacksheep-Studio, unter der Leitung von Peter Seifert und der Skyline Tonfabrik, unter der Leitung von Kai Blankenberg. Gemischt wurde das Album ebenfalls von Seifert in den Blacksheep-Studios. Programmiert wurden die Stücke von Alexander Freund, Andreas Herbig und Peter Seifert. Die Aufnahmen erfolgten durch Andreas Bourani, Julius Hartog, Tom Olbrich, Peter Seifert und Philipp Steinke. Das Album wurde unter den Musiklabels Universal Music Group und Vertigo Berlin veröffentlicht und durch BMG Rights Management, EMI Music Publishing, Edition Most Wanted und Edition Viertelkind vertrieben. Auf dem hellblau gehaltenen Cover des Albums ist – neben Künstlernamen und Albumtitel – Bourani, während eines Sprunges in die Luft, zu sehen. Geschossen wurde das Coverbild von Dirk Rudolph und Harald Hoffmann und von Büro Dirk Rudolph designt.

## Veröffentlichung und Promotion
Die Erstveröffentlichung von Hey erfolgte am 9. Mai 2014 in Deutschland, Österreich und der Schweiz. Wer bei iTunes das Album vorbestellte, bekam ab dem 2. Mai 2014 die Lieder Auf uns und Wieder am Leben zum Download bereitgestellt. Das Album besteht aus 13 neuen Studioaufnahmen. Neben der regulären Albumveröffentlichung folgte am 22. Mai 2015 die Veröffentlichung einer limitierten Auflage des Albums, mit dem Titel Hey+. Diese beinhaltet eine Bonus-DVD bzw. Blu-Ray mit insgesamt 26 Videos. Der Neuauflage liegt eine Bonus-DVD bzw. Blu-Ray bei, auf der 26 Videos mit Stücken von Hey und Staub & Fantasie zu finden sind. Es beinhaltet fünf Aufnahmen von den MTV Live Sessions, zwölf Aufnahmen eines ZDF@Bauhaus Akustikkonzertes, vier Aufnahmen einer 1 Live Akustik-Session und fünf offizielle Musikvideos.
Um das Album zu bewerben, folgten unter anderem Liveauftritte zur Hauptsendezeit im Vorfeld des Eurovision Song Contest 2014 und 2015, während des Grand Prix Countdowns von der Hamburger Reeperbahn, während der Helene Fischer Show und beim Bundesvision Song Contest 2014. Während eines Liveauftritts bei der Echoverleihung 2015 wurde Bourani musikalisch von der US-amerikanischen Violinistin Lindsey Stirling, bei seinem Lied Auf anderen Wegen, unterstützt. In der Werbung untermalt Auf uns außerdem den Kampagnenfilm (TV- und Kino-Werbespot) für „50 Jahre Aktion Mensch“. Von September 2014 bis Februar 2016 ging Bourani auf seine Hey Tour.

## Inhalt und Titelliste
Alle Liedtexte sind komplett in deutscher Sprache verfasst. Musikalisch bewegen sich die Lieder im Bereich der Popmusik. Die reguläre Albumausgabe beinhaltet 13 neue Studioaufnahmen. Hey+ beinhaltet Videoaufnahmen bereits aufgenommener Stücke von Hey und Staub & Fantasie. Nur bei dem Lied Welt der Wunder handelt es sich um eine Neuaufnahme. Hierbei handelt es sich um eine Coverversionen des gleichnamigen Liedes von Marteria. Gesungen werden die Stücke allesamt eigens von Bourani. Im Hintergrund sind die Stimmen von Alexander Freund, Julius Hartog, Peter Seifert und Philipp Steinke zu hören.
Die Instrumente wurden von Jan Alnoch (Perkussion), Dave Anderson (Celesta, Harmonium, Orgel), Dana Anka (Violine), Arne Augustin (Keyboard), Matthias Bartolomey (Cello), Klemens Bittmann (Violine), Jürgen Dahmen (Orgel), Jens Dreesen (Schlagzeug), Alexander Freund (Schlagzeug, Slide-Gitarre), Julius Hartog (Bass, Gitarre, Piano), Andreas Herbig (Schlagzeug, Synthesizer), Tim Lorenz (Perkussion, Schlagzeug), Boris Matchin (Cello), Maurice-Pascal Mustatea (Violine), Tom Olbrich (Gitarre, Keyboard), Stefan Pintev (Violine), Jens Plücker (Horn), Rodrigo Reichel (Violine), Ralph Rieker (Bass), Marcel Römer (Schlagzeug), Peter Seifert (Bass, Keyboard, Perkussion), Philipp Steinke (Akustikgitarre, Banjo, Bass, Piano), Jürgen Stiehle (Schlagzeug) eingespielt.
Titelliste
| #  | Titel                                 | Autor(en)                                                         | Produzent(en) 1                                                                                     | Länge |
| -- | ------------------------------------- | ----------------------------------------------------------------- | --------------------------------------------------------------------------------------------------- | ----- |
| 1  | Refugium                              | Andreas Bourani, Julius Hartog                                    | Andreas Bourani, Julius Hartog                                                                      | 1:23  |
| 2  | Wieder am Leben                       | Andreas Bourani, Julius Hartog, Tom Olbrich, Mario Wesser         | Peter Seifert, Andreas Bourani (Co), Julius Hartog (Co), Andreas Herbig (Co), Tom Olbrich (Co)      | 3:44  |
| 3  | Auf uns                               | Andreas Bourani, Julius Hartog, Tom Olbrich                       | Peter Seifert, Andreas Bourani (Co), Julius Hartog (Co), Andreas Herbig (Co), Tom Olbrich (Co)      | 4:01  |
| 4  | Alles beim Alten                      | Andreas Bourani, Julius Hartog, Jasmin Shakeri                    | Peter Seifert, Andreas Bourani (Co), Julius Hartog (Co)                                             | 4:36  |
| 5  | Hey                                   | Andreas Bourani, Julius Hartog, Jasmin Shakeri, Philipp Steinke   | Philipp Steinke, Andreas Bourani (Co), Julius Hartog (Co)                                           | 4:34  |
| 6  | Ultraleicht                           | Andreas Bourani, Julius Hartog, Jasmin Shakeri                    | Peter Seifert, Andreas Bourani (Co), Julius Hartog (Co)                                             | 4:25  |
| 7  | Nimm meine Hand                       | Jen Bender, Andreas Bourani, Julius Hartog, Raphael Schalz        | Philipp Steinke, Andreas Bourani (Co), Julius Hartog (Co)                                           | 3:30  |
| 8  | Auf anderen Wegen                     | Andreas Bourani, Julius Hartog                                    | Philipp Steinke, Andreas Bourani (Co), Julius Hartog (Co)                                           | 4:29  |
| 9  | Delirium                              | Andreas Bourani, Alexander Freund, Julius Hartog                  | Peter Seifert, Andreas Bourani (Co), Julius Hartog (Co)                                             | 4:21  |
| 10 | Füreinander gemacht                   | Andreas Bourani, Alexander Freund, Julius Hartog                  | Peter Seifert, Andreas Bourani (Co), Alexander Freund (Co), Julius Hartog (Co), Andreas Herbig (Co) | 3:36  |
| 11 | Ein Ende nach dem Andern              | Andreas Bourani, Julius Hartog, Tom Olbrich                       | Peter Seifert, Andreas Bourani (Co), Julius Hartog (Co), Tom Olbrich (Co)                           | 3:15  |
| 12 | Was tut Dir gut                       | Andreas Bourani, Alexander Freund, Julius Hartog                  | Peter Seifert, Andreas Bourani (Co), Alexander Freund (Co), Julius Hartog (Co)                      | 3:40  |
| 13 | Sein                                  | Andreas Bourani, Julius Hartog, Jasmin Shakeri                    | Peter Seifert, Andreas Bourani (Co), Julius Hartog (Co)                                             | 4:45  |
|    | Hey + (Deluxe-Edition Videoalbum)*    |                                                                   | |       |
| 1  | Alles beim Alten (MTV Live Sessions)  | Andreas Bourani, Julius Hartog, Jasmin Shakeri                    | Peter Seifert, Andreas Bourani (Co), Julius Hartog (Co)                                             | 4:51  |
| 2  | Auf anderen Wegen (MTV Live Sessions) | Andreas Bourani, Julius Hartog                                    | Philipp Steinke, Andreas Bourani (Co), Julius Hartog (Co)                                           | 5:12  |
| 3  | Auf uns (MTV Live Sessions)           | Andreas Bourani, Julius Hartog, Tom Olbrich                       | Peter Seifert, Andreas Bourani (Co), Julius Hartog (Co), Andreas Herbig (Co), Tom Olbrich (Co)      | 5:40  |
| 4  | Hey (MTV Live Sessions)               | Andreas Bourani, Julius Hartog, Jasmin Shakeri, Philipp Steinke   | Philipp Steinke, Andreas Bourani (Co), Julius Hartog (Co)                                           | 5:06  |
| 5  | Ultraleicht (MTV Live Sessions)       | Andreas Bourani, Julius Hartog, Jasmin Shakeri                    | Peter Seifert, Andreas Bourani (Co), Julius Hartog (Co)                                             | 5:35  |
| 6  | Wieder am Leben (ZDF@Bauhaus)         | Andreas Bourani, Julius Hartog, Tom Olbrich, Mario Wesser         | Peter Seifert, Andreas Bourani (Co), Julius Hartog (Co), Andreas Herbig (Co), Tom Olbrich (Co)      | 4:25  |
| 7  | Alles beim Alten (ZDF@Bauhaus)        | Andreas Bourani, Julius Hartog, Jasmin Shakeri                    | Peter Seifert, Andreas Bourani (Co), Julius Hartog (Co)                                             | 4:45  |
| 8  | Nur in meinem Kopf (ZDF@Bauhaus)      | Andreas Bourani, Julius Hartog, Tom Olbrich                       | Andreas Herbig, Peter Seifert                                                                       | 4:40  |
| 9  | Delirium (ZDF@Bauhaus)                | Andreas Bourani, Alexander Freund, Julius Hartog                  | Peter Seifert, Andreas Bourani (Co), Julius Hartog (Co)                                             | 4:49  |
| 10 | Auf anderen Wegen (ZDF@Bauhaus)       | Andreas Bourani, Julius Hartog                                    | Philipp Steinke, Andreas Bourani (Co), Julius Hartog (Co)                                           | 4:32  |
| 11 | Hey (ZDF@Bauhaus)                     | Andreas Bourani, Julius Hartog, Jasmin Shakeri, Philipp Steinke   | Philipp Steinke, Andreas Bourani (Co), Julius Hartog (Co)                                           | 5:12  |
| 12 | Ultraleicht (ZDF@Bauhaus)             | Andreas Bourani, Julius Hartog, Jasmin Shakeri                    | Peter Seifert, Andreas Bourani (Co), Julius Hartog (Co)                                             | 6:02  |
| 13 | Auf uns (ZDF@Bauhaus)                 | Andreas Bourani, Julius Hartog, Tom Olbrich                       | Peter Seifert, Andreas Bourani (Co), Julius Hartog (Co), Andreas Herbig (Co), Tom Olbrich (Co)      | 6:07  |
| 14 | Eisberg (ZDF@Bauhaus)                 | Andreas Bourani, Julius Hartog, Tom Olbrich                       | Andreas Herbig, Peter Seifert                                                                       | 5:32  |
| 15 | Sein (ZDF@Bauhaus)                    | Andreas Bourani, Julius Hartog, Jasmin Shakeri                    | Peter Seifert, Andreas Bourani (Co), Julius Hartog (Co)                                             | 4:38  |
| 16 | Wunder (ZDF@Bauhaus)                  | Andreas Bourani, Julius Hartog                                    | Andreas Herbig, Peter Seifert                                                                       | 6:08  |
| 17 | Füreinander gemacht (ZDF@Bauhaus)     | Andreas Bourani, Alexander Freund, Julius Hartog                  | Peter Seifert, Andreas Bourani (Co), Alexander Freund (Co), Julius Hartog (Co), Andreas Herbig (Co) | 3:46  |
| 18 | Auf anderen Wegen (1Live Session)     | Andreas Bourani, Julius Hartog                                    | Philipp Steinke, Andreas Bourani (Co), Julius Hartog (Co)                                           | 4:25  |
| 19 | Auf uns (1Live Session)               | Andreas Bourani, Julius Hartog, Tom Olbrich                       | Peter Seifert, Andreas Bourani (Co), Julius Hartog (Co), Andreas Herbig (Co), Tom Olbrich (Co)      | 3:59  |
| 20 | Delirum (1Live Session)               | Andreas Bourani, Alexander Freund, Julius Hartog                  | Peter Seifert, Andreas Bourani (Co), Julius Hartog (Co)                                             | 4:28  |
| 21 | Welt der Wunder (1Live Session)       | Dirk Berger, David Conen, DJ Illvibe, Marten Laciny, Mario Wesser | | 4:33  |
| 22 | Auf anderen Wegen                     | Andreas Bourani, Julius Hartog                                    | Philipp Steinke, Andreas Bourani (Co), Julius Hartog (Co)                                           | 4:04  |
| 23 | Auf uns                               | Andreas Bourani, Julius Hartog, Tom Olbrich                       | Peter Seifert, Andreas Bourani (Co), Julius Hartog (Co), Andreas Herbig (Co), Tom Olbrich (Co)      | 4:04  |
| 24 | Hey (Akustikversion)                  | Andreas Bourani, Julius Hartog, Jasmin Shakeri, Philipp Steinke   | Philipp Steinke, Andreas Bourani (Co), Julius Hartog (Co)                                           | 5:13  |
| 25 | Delirium (Akustikversion)             | Andreas Bourani, Alexander Freund, Julius Hartog                  | Peter Seifert, Andreas Bourani (Co), Julius Hartog (Co)                                             | 4:29  |
| 26 | Auf anderen Wegen (Akustikversion)    | Andreas Bourani, Julius Hartog                                    | Philipp Steinke, Andreas Bourani (Co), Julius Hartog (Co)                                           | 4:36  |

* Angaben der Studioversionen

## Singleauskopplungen
Bereits zwei Wochen vor der Veröffentlichung des Albums wurde am 25. April 2014 vorab die Single Auf uns ausgekoppelt. Die zweite Single Auf anderen Wegen erschien am 23. Oktober 2014. Die dritte Single Ultraleicht erschien am 3. Juli 2015. Die vierte und bislang letzte Singleauskopplung Hey erschien am 4. Dezember 2015.
Die ersten beiden Singles erreichten Top-10-Erfolge in allen D-A-CH-Staaten, Auf uns platzierte sich sogar auf Position eins in Deutschland und Österreich. Die Singles wurden mit zwei Goldenen-, drei Platin- und einer Diamantenen Schallplatte ausgezeichnet. 2018 erhielt unter anderem die Single Auf uns eine Diamantene Schallplatte für über eine Million verkaufte Exemplare in Deutschland, damit zählt das Stück zu den meistverkauften Singles in Deutschland. Nachdem Yvonne Catterfeld in der Musikshow Sing meinen Song – Das Tauschkonzert Hey von Bourani sang, stieg das Lied aufgrund hoher Downloadzahlen bereits ein halbes Jahr vor seiner offiziellen Veröffentlichung in die Charts ein.
Chartplatzierungen

| Jahr | Titel             | Höchstplatzierung, Gesamtwochen, AuszeichnungChartplatzierungen (Jahr, Titel, , Platzierungen, Wochen, Auszeichnungen, Anmerkungen) | Höchstplatzierung, Gesamtwochen, AuszeichnungChartplatzierungen (Jahr, Titel, , Platzierungen, Wochen, Auszeichnungen, Anmerkungen) | Höchstplatzierung, Gesamtwochen, AuszeichnungChartplatzierungen (Jahr, Titel, , Platzierungen, Wochen, Auszeichnungen, Anmerkungen) | Anmerkungen                                                |
| Jahr | Titel             | DE | AT | CH | Anmerkungen                                                |
| ---- | ----------------- | --- | --- | --- | ---------------------------------------------------------- |
| 2014 | Auf uns           | DE1 Diamant · (80 Wo.)DE | AT1 Platin · (72 Wo.)AT | CH2 Platin · (55 Wo.)CH | Erstveröffentlichung: 25. April 2014 Verkäufe: + 1.060.000 |
| 2014 | Auf anderen Wegen | DE4 Platin · (53 Wo.)DE | AT5 Gold · (36 Wo.)AT | CH29 (27 Wo.)CH | Erstveröffentlichung: 23. Oktober 2014 Verkäufe: + 315.000 |
| 2015 | Ultraleicht       | DE45 Gold · (12 Wo.)DE | AT71 (1 Wo.)AT | CH50 (1 Wo.)CH | Erstveröffentlichung: 3. Juli 2015 Verkäufe: + 200.000     |
| 2015 | Hey               | DE30 (25 Wo.)DE | AT46 (2 Wo.)AT | CH36 (2 Wo.)CH | Erstveröffentlichung: 4. Dezember 2015                     |

## Mitwirkende
Folgende Mitwirkende beziehen sich auf Hey, nicht auf Hey+
Albumproduktion
- Jan Alnoch: Perkussion
- Dave Anderson: Celesta, Harmonium, Orgel
- Dana Anka: Violine
- Arne Augustin: Keyboard
- Matthias Bartolomey: Cello
- Jen Bender: Komponist
- Klemens Bittmann: Violine
- Kai Blankenberg: Mastering
- Andreas Bourani: Gesang, Komponist, Musikproduzent, Tonmeister
- Jürgen Dahmen: Orgel
- Jens Dreesen: Schlagzeug
- Alexander Freund: Hintergrundgesang, Komponist, Co-Produzent, Programmierung, Schlagzeug, Slide-Gitarre
- Julius Hartog: Bass, Gitarre, Hintergrundgesang, Komponist, Musikproduzent, Piano, Tonmeister
- Andreas Herbig: Co-Produzent, Programmierung, Schlagzeug, Synthesizer
- Tim Lorenz: Perkussion, Schlagzeug
- Boris Matchin: Cello
- Maurice-Pascal Mustatea: Violine
- Tom Olbrich: Gitarre, Keyboard, Komponist, Co-Produzent, Tonmeister
- Stefan Pintev: Violine
- Jens Plücker: Horn
- Rodrigo Reichel: Violine
- Ralph Rieker: Bass
- Marcel Römer: Schlagzeug
- Raphael Schalz: Komponist
- Peter Seifert: Abmischung, Bass, Hintergrundgesang, Keyboard, Mastering, Musikproduzent, Perkussion, Programmierung, Tonmeister
- Jasmin Shakeri: Komponist
- Philipp Steinke: Akustische Gitarre, Banjo, Bass, Hintergrundgesang, Komponist, Musikproduzent, Piano, Tonmeister
- Jürgen Stiehle: Schlagzeug
- Mario Wesser: Komponist

Artwork
- Harald Hoffmann: Fotograf (Cover)
- Dirk Rudolph: Artwork, Fotograf (Cover)

Unternehmen
- Blacksheep-Studio: Abmischung, Mastering
- BMG Rights Management: Verlag
- Edition Most Wanted: Verlag
- Edition Viertelkind: Verlag
- EMI Music Publishing: Verlag
- Skyline Tonfabrik: Mastering
- Universal Music Group: Musiklabel
- Vertigo Berlin: Musiklabel

## Rezeption

### Auszeichnungen
Am 7. April 2016 wurde Bourani, für den Erfolg des Albums im vergangenen Jahr, mit einem ECHO Pop in der Kategorie Künstler national Rock/Pop ausgezeichnet, wo er sich gegen Mark Forster, Herbert Grönemeyer, Peter Maffay und Johannes Oerding durchsetzen konnte.

### Rezensionen
Manuel Berger von dem deutschsprachigen Online-Magazin laut.de vergab zwei von fünf Sternen. Er kommt unter anderem zum Entschluss, dass Bourani nichts anders mache als andere „Deutschpopper“, man könnte genauso gut Xavier Naidoo singen lassen und schon wäre es ein Naidoo- oder Söhne-Album. Auch die Texte würden kein Stück aus dem Standardrepertoire der Radiophilosophen ausbrechen. „Gib-nicht-auf-Schnulzen“ (Hey), „Rastlosigkeitshymnen“ (Alles beim Alten) und der „unvermeidliche Minnesang“ (Delirium, Füreinander gemacht); Licht- und Zeitmetaphern inklusive – jeder Titel versinke in „Kitsch“ und „Belanglosigkeit“. All das habe man schon zu oft gehört, um es noch einmal „durchkauen“ zu müssen. Ein paar Beats hier, ein bisschen Gitarre da und eine sanfte Frauenversteherstimme obendrauf, fertig sei das „Weichspülpopgewand“. Kenne man ein Lied, würde man alle kennen. Berger beschrieb Bourani als einen von vielen, der auf Hey nichts unternehme, um diesen Status zu ändern.

## Kommerzieller Erfolg

### Chartplatzierungen
Hey erreichte in Deutschland Position drei der Albumcharts und konnte sich insgesamt acht Wochen in den Top 10 und 135 Wochen in den Charts halten. In Österreich erreichte das Album ebenfalls Position drei und konnte sich insgesamt zehn Wochen in den Top 10 und 81 Wochen in den Charts halten. Auch in der Schweiz erreichte das Album Position drei der Charts und konnte sich insgesamt sechs Wochen in den Top 10 und 106 Wochen in den Charts halten. 2014 platzierte sich Hey in den deutschen Album-Jahrescharts auf Position 24. 2015 platzierte sich Hey in den deutschen Album-Jahrescharts auf Position acht, sowie auf Position zehn in Österreich und auf Position 13 in der Schweiz. 2016 platzierte sich das Album auf Position 40 in den deutschen Album-Jahrescharts, sowie auf Position 63 in der Schweiz.
Für Bourani ist dies bereits der zweite Charterfolg in den deutschen Albumcharts sowie der erste in Österreich und der Schweiz. Es ist sein erster Top-10-Erfolg in Deutschland, Österreich und der Schweiz. Bis heute konnte sich kein Album höher und länger in allen D-A-CH-Staaten platzieren.
| ChartsChartplatzierungen | Höchstplatzierung | Wochen |
| ------------------------ | ----------------- | ------ |
| Deutschland (GfK)        | 3 (135 Wo.)       | 135    |
| Österreich (Ö3)          | 3 (81 Wo.)        | 81     |
| Schweiz (IFPI)           | 3 (106 Wo.)       | 106    |

| ChartsJahrescharts (2014) | Platzierung |
| ------------------------- | ----------- |
| Deutschland (GfK)         | 24          |

| ChartsJahrescharts (2015) | Platzierung |
| ------------------------- | ----------- |
| Deutschland (GfK)         | 8           |
| Österreich (Ö3)           | 10          |
| Schweiz (IFPI)            | 13          |

| ChartsJahrescharts (2016) | Platzierung |
| ------------------------- | ----------- |
| Deutschland (GfK)         | 40          |
| Schweiz (IFPI)            | 63          |

### Auszeichnungen für Musikverkäufe
Im Juni 2018 wurde Hey in Deutschland mit siebenfachen Gold ausgezeichnet. In Österreich wurde das Album am 2. Dezember 2015 mit Doppelplatin und in der Schweiz 2016 mit Platin zertifiziert. Damit wurde das Album europaweit insgesamt einmal mit Gold und sechsmal mit Platin für über 750.000 verkaufte Einheiten ausgezeichnet.
| Land/Region        | Auszeichnungen für Musikverkäufe (Land/Region, Auszeichnung, Verkäufe) | Verkäufe |
| ------------------ | ---------------------------------------------------------------------- | -------- |
| Deutschland (BVMI) | 7× Gold                                                                | 700.000  |
| Österreich (IFPI)  | 2× Platin                                                              | 30.000   |
| Schweiz (IFPI)     | Platin                                                                 | 20.000   |
| Insgesamt          | 1× Gold · 6× Platin ·                                                  | 750.000  |